# Tricorynus lucidus
Tricorynus lucidus är en skalbaggsart som beskrevs av White 1965. Tricorynus lucidus ingår i släktet Tricorynus och familjen trägnagare. Inga underarter finns listade i Catalogue of Life.